# Joseph Zito
Joseph Zito (New York, 14 maggio 1946) è un regista, produttore cinematografico e produttore televisivo statunitense.

## Carriera
Conosciuto per alcuni B-movie di azione degli anni ottanta. Ha lavorato anche sul film mai uscito sull'Uomo Ragno della Cannon Films.

## Filmografia
- Abduction (1975)
- Bloodrage (1979) - con il nome di Joseph Bigwood, anche produttore
- Rosemary's Killer (The Prowler) (1981) - anche produttore
- Venerdì 13 - Capitolo finale (Friday the 13th: The Final Chapter) (1984)
- Rombo di tuono (Missing in Action) (1984)
- Invasion U.S.A. (1985)
- Red Scorpion - Scorpione rosso (Red Scorpion) (1989)
- Delta Force One: The Lost Patrol (2000) - anche produttore
- Power Play (2003)